# المجمعة (الصومعة)

تعديل مصدري - تعديل

المجمعة هي إحدى قرى عزلة ال عبيد بمديرية الصومعة التابعة لمحافظة البيضاء، بلغ تعداد سكانها 641 نسمة حسب تعداد اليمن لعام 2004.